# 市村瓚次郎
市村瓚次郎（日语：いちむらさんじろう，1864年9月9日—1947年2月23日），日本历史学家，东京帝国大学名誉教授，国学院大学校长，专业方向为东洋史和中国历史，曾在《唐代前的福建及台湾》一文中最早提出夷洲可能是台湾的说法。